# Fortgürtel um Plymouth

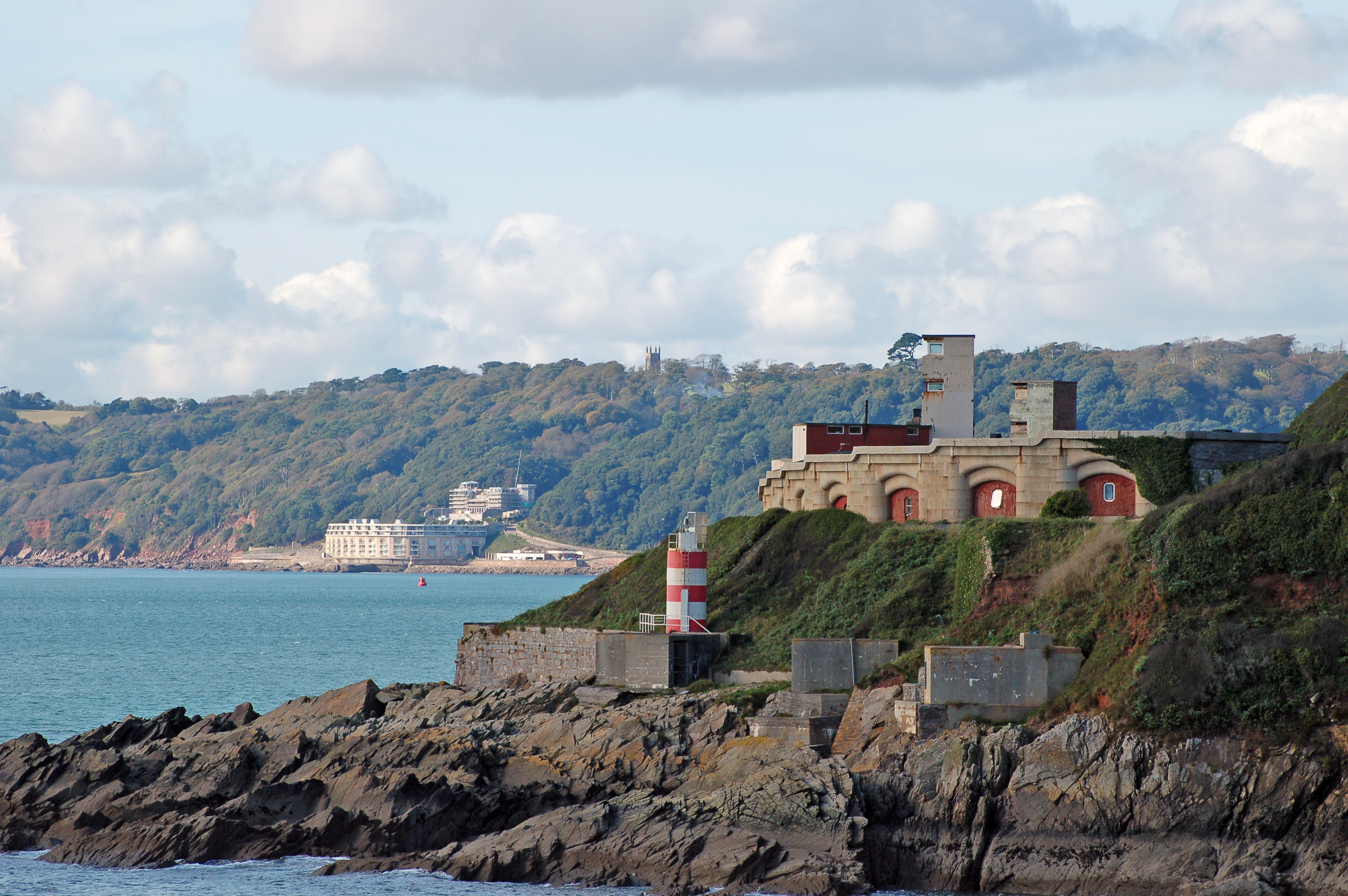
Fort Bovisand (im Vordergrund) und Fort Picklecombe im Plymouth Sound

Der Fortgürtel um Plymouth war ein in der zweiten Hälfte des 19. Jahrhunderts von Großbritannien angelegter Festungsring, um den strategisch wichtigen Hafen von Plymouth und die Marinebasis Devonport vor feindlichen Angriffen von Land und See zu schützen.

## Geschichte
Bereits 1844 hatte ein Committee of Harbour Defences empfohlen, für die Verteidigung der Einfahrt in den Plymouth Sound drei Küstenartilleriestellungen bei Picklecombe, Staddon Point und Eastern King zu errichten. Die in den Folgejahren erbauten Befestigungen galten jedoch schon 15 Jahre später als nicht mehr ausreichend. Nach den 1860 veröffentlichten Empfehlungen der Royal Commission on the Defence of the United Kingdom wurde wegen einer vermuteten französischen Bedrohung mit dem Ausbau der Befestigungen der britischen Kriegshäfen begonnen. Die Kommission befürchtete einen Angriff durch die französische Flotte, die mit der La Gloire über ein dampfgetriebenes Panzerschiff verfügte, dem die Royal Navy nichts entgegenzusetzen hatte. Zur Abwehr eines Angriffs von See wurden dazu ab den 1860er Jahren entlang der Küsten des Plymouth Sound neue Küstenbefestigungen und Küstenartilleriestellungen angelegt, während ein Ring von Forts die Landseite von Plymouth schützen sollte. Da von der höher gelegenen Halbinsel Rame die Marinebasis mit Artilleriefeuer erreicht hätte werden können, wurden auch an den Küsten der Whitsand Bay und anderen Punkten der Halbinsel Forts angelegt. Der Bau der Festungen um Plymouth kostete die enorme Summe von über £3.000.000.
Bereits 20 Jahre später waren die Befestigungen durch die Fortentwicklung der Artillerie wieder überholt. Obwohl sich herausstellte, dass Frankreich keine Absichten und Pläne für eine Invasion in Großbritannien hatte, wurden ab 1880 neue Küstenartilleriestellungen angelegt und ein Teil der vorhandenen Befestigungen erweitert und mit moderneren Geschützen ausgestattet. Da diese schweren Küstenartilleriegeschütze nicht zur Abwehr von schnellen und kleinen Torpedobooten geeignet waren, wurden die Befestigungen vor dem Ersten Weltkrieg teilweise mit leichten Schnellfeuergeschützen ausgestattet. Dennoch galten die Befestigungen bereits zur Zeit des Ersten Weltkriegs wieder als veraltet, weshalb ein Teil von ihnen noch vor dem Ersten Weltkrieg, die anderen in den 1920er Jahren aufgegeben wurden. Ein Teil diente noch während des Zweiten Weltkriegs als Flugabwehrstellungen und zur Abwehr von Angriffen durch leichte Seestreitkräfte, bevor auch sie nach Kriegsende aufgegeben wurden. Ein Teil der Anlagen wurde abgerissen, einige wurden einer zivilen Nutzung überführt, nur wenige Anlagen wie Crownhill Fort oder die Garden Battery im Mount Edgcumbe Country Park können besichtigt werden.

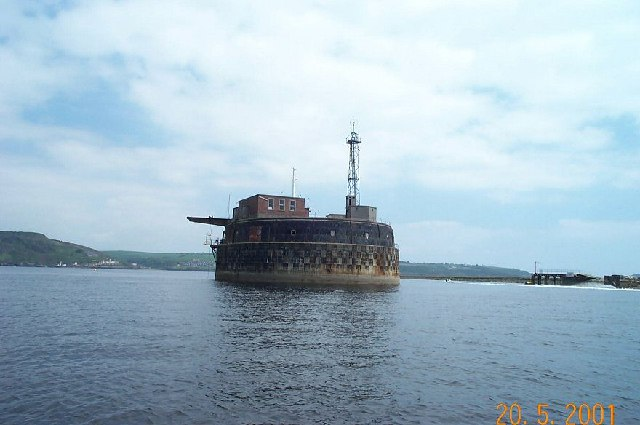
Breakwater Fort am Eingang zum Plymouth Sound

## Anlage
Die meisten der Befestigungen wurden von dem Ingenieuroffizier Edmund Du Cane entworfen. Der Unterschied zwischen den Küstenartilleriestellungen und den Forts war fließend, so dass einige der Befestigungen sowohl als Battery als auch als Fort bezeichnet werden. Tatsächlich waren auch die Artilleriestellungen in der Regel mit Gräben und Kaponnieren ausgestattet und hätten so gegen einen Infanterieangriff verteidigt werden können.
Insgesamt wurden in der zweiten Hälfte des 19. Jahrhunderts über 20 Küstenbefestigungen und mindestens 17 Landbefestigungen zur Verteidigung von Plymouth gebaut. Die Befestigungen wurden in folgende Abschnitte unterteilt:

### Äußere Verteidigungslinie
Die Einfahrt in den Plymouth Sound deckten das Breakwater Fort, Fort Bovisand am östlichen Ufer und Fort Picklecombe und Cawsand Battery am westlichen Ufer.
Die veralteten Geschützstellungen wurden ab den 1880er Jahren durch die Penlee Point Battery, Pier Cellars Battery, Hawkins Battery, Rame Church Battery und Maker Battery am westlichen Ufer und durch Renney Point und Lentney Battery am östlichen Ufer ersetzt.

### Innere Verteidigungslinie

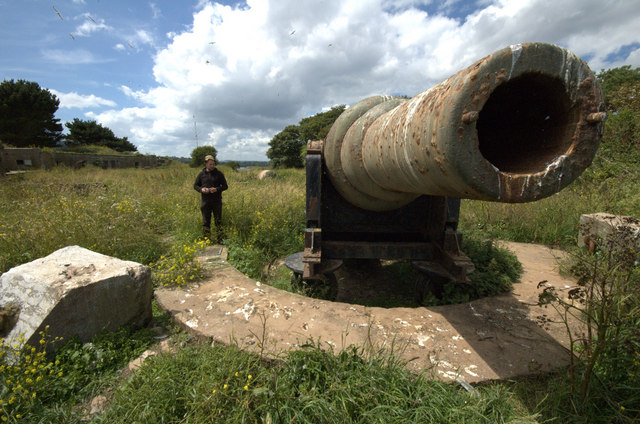
Eine 25-t-Vorderladekanone auf Drake’s Island

Der mitten im Plymouth Sound gelegenen kleinen Insel Drake’s Island kam eine hohe strategische Bedeutung zu. Zwischen 1860 und 1900 wurde die Insel zur Festung ausgebaut. In den 1880er Jahren wurden die veralteten Geschütze durch modernere ersetzt, zusätzlich wurde eine Torpedoanlage mit drahtgesteuerten Torpedos installiert. Erst 1956 endete die militärische Nutzung der Insel.
Die Insel wurde bei der Verteidigung unterstützt durch die im Garten von Mount Edgcumbe House gelegene Garden Battery sowie Eastern und Western King’s Redoubt sowie die Watch House Battery am östlichen Ufer. Eastern und Western Kings Redoubt sowie die Watch House Battery wurden in den 1880er Jahren modernisiert und durch Staddon Point Battery, Frobisher Battery und Lord Howard’s Battery verstärkt.

### Western Defences
Die westlich des Plymouth Sound gelegene Halbinsel Rame hatte ebenfalls eine hohe strategische Bedeutung, weil die Marinebasis von der hochgelegenen Halbinsel aus über den Hamoaze hinweg beschossen hätte werden können. Deshalb wurden auf der Halbinsel die Forts Tregantle, Scraesdon und Polhawn errichtet, die gegnerische Landungen verhindern sollten. Die veralteten Befestigungen wurden ab 1888 durch eine neue Geschützbatterie nahe Tregantle Fort und durch die Whitsand Bay Battery ersetzt.

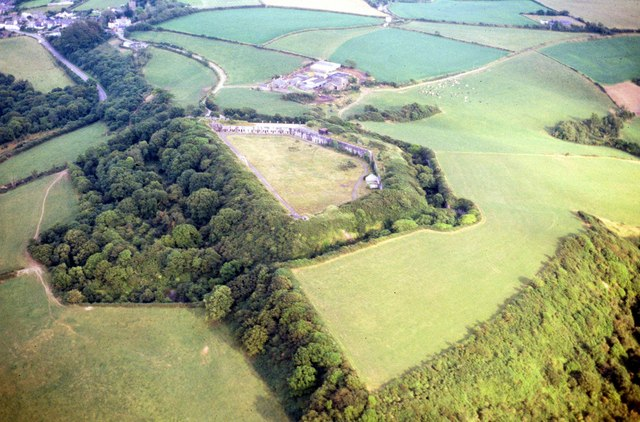
Luftaufnahme von Scraesdon Fort

### Fortgürtel im Norden
Zur Abwehr eines feindlichen Landangriffs von Norden her wurde von 1860 bis 1872 ein Ring von elf Forts und Geschützstellungen um die nördliche Landseite von Plymouth errichtet. Die Befestigungen erstreckten sich vom Tamar River bis zum Cattewater, im Einzelnen waren es Emesettle Battery, Agaton Fort, Knowles Battery, Woodland Fort, Crownhill Fort, Bowden Fort, Eggbuckland Keep, Forder Battery, Austin Fort, Efford Fort und Laira Battery.
Ein ursprünglich geplanter Ring von sechs weiteren Forts im Westen der Stadt wurde nie begonnen.

### Fortgürtel im Osten
Zur Verteidigung im Osten wurden die beiden Forts Staddon und Stamfort errichtet. Das auf den Staddon Heights errichtete Staddon Fort war mit den Küstenbefestigungen am Ostufer des Plymouth Sound mit Laufgräben und Straßen verbunden.

### Liste
- Agaton Fort
- Fort Austin
- Fort Bovisand
- Bowden Fort
- Brownhill Battery
- Cawsand Fort
- Crownhill Fort
- Drake’s Island Battery
- Egg Buckland Keep
- Ernesettle Fort
- Fort Efford
- Forder Battery
- Hawkins Battery
- Knowles Battery
- Laira Battery
- Mount Edgcumbe Garden Battery
- Penlee Battery
- Picklecombe Fort
- Plymouth Breakwater Fort
- Polhawn Battery
- Raleigh Battery
- Fort Scraesdon
- Staddon Fort
- Stamford Fort
- Fort Tregantle
- Watch House Battery
- Whitesand Bay Battery
- Woodlands Fort